# 重疊-相加之摺積法
重疊-相加之摺積法 ( Overlap-add method ) 是一種區塊摺積 ( block convolution, sectioned convolution )，可以有效的計算一個很長的信號 x[n] 和一個 FIR 濾波器 h[n] 的離散摺積。
{\displaystyle {\begin{aligned}y[n]=x[n]\star h[n]\ {\stackrel {\mathrm {def} }{=}}\ \sum _{m=-\infty }^{\infty }h[m]\cdot x[n-m]=\sum _{m=1}^{M}h[m]\cdot x[n-m]\end{aligned}}}
其中 h[m] 在 [1, M] 之外為零。
重疊-相加之摺積法算出重疊的輸出區塊；另一種區塊摺積的作法，重疊-儲存之摺積法則是將輸入區塊重疊。

## 算法

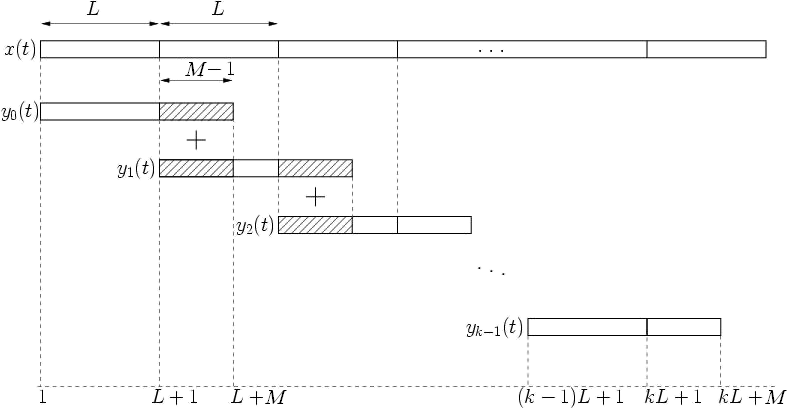
图1：重叠-相加法

概念上，這個做法是選用一個較短的適當長度 L 來切割 x[n] ，計算 x[n] 的子數列濾波後的結果 yk[n] ，然後連接起來成為 y[n] 。並考慮到一個長度 {\displaystyle L} 和長度 {\displaystyle M} 的有限長度離散信號，做摺積之後會成為長度 {\displaystyle L+M-1} 的信號。
{\displaystyle x_{k}[n]\ {\stackrel {\mathrm {def} }{=}}{\begin{cases}x[n+kL]&n=1,2,\ldots ,L\\0&{\textrm {otherwise}}\end{cases}}}
則
{\displaystyle x[n]=\sum _{k}x_{k}[n-kL]\,}
而因為摺積是線性非時變運算，所以 y[n] 可被表示為
{\displaystyle {\begin{aligned}y[n]=\left(\sum _{k}x_{k}[n-kL]\right)\star h[n]&=\sum _{k}\left(x_{k}[n-kL]\star h[n]\right)\\&=\sum _{k}y_{k}[n-kL]\end{aligned}}}
其中  {\displaystyle y_{k}[n]\ {\stackrel {\mathrm {def} }{=}}\ x_{k}[n]\star h[n]\,}  在 [1, L+M-1] 之外為零。 每個 yk[n] 長度 {\displaystyle L+M-1} ，以間隔 {\displaystyle L} 位移後相加，所以輸出是由互相重疊的區塊相加而成，因此稱為重疊-相加之摺積法。

儘管一時看不出切割成區塊的好處為何，但考慮到對任何  {\displaystyle N\geq L+M-1\,}  以上每段的摺積都等價於 {\displaystyle x_{k}[n]\,} 和 {\displaystyle h[n]\,} 做 {\displaystyle N\,} 點圓周摺積 ，不夠的部分補上零 (zero-padding)。如此一來因為圓周摺積可以藉由圓周摺積定理
{\displaystyle y_{k}[n]={\textrm {IFFT}}\left({\textrm {FFT}}\left(x_{k}[n]\right)\cdot {\textrm {FFT}}\left(h[n]\right)\right)}
轉換成三次 {\displaystyle N\,} 點快速傅立葉變換和 {\displaystyle N\,} 次乘法，使原本每段 O(N2) 的運算量減少至 O(N logN)，速度大幅增加。

### 伪代码
```
   
Algorithm
 (
OA for linear convolution
)
   Evaluate the best value of N and L
   H = FFT(h,N)       
(
zero-padded FFT
)

   i = 1
   
while
 i <= Nx
       il = min(i+L-1,Nx)
       yt = IFFT( FFT(x(i:il),N) .* H, N)
       k  = min(i+N-1,Nx)
       y(i:k) = y(i:k) + yt    
(
add the overlapped output blocks
)

       i = i+L
   
end
```

## 區塊長度的選擇
當 x[n] 的長度 N'  和 h[n] 的長度 M 相差太大時（例如 M < log2N'  ），直接摺積（不透過圓周摺積和 FFT ）反而最快。而當 N'  和 M 差不多在同一個數量級時，不用分割，也就是只有一塊長度 L = N'  的區塊去做 FFT 即可。而當 N'  比 M 大了不少，卻沒大太多時，區塊長度 L 就需要選擇。除了與 N'  和 M 相關以外，也要考慮當兩者相除有餘數時，剩下一小段的輸入可能會造成浪費。

## 外部連結
- Matlab （页面存档备份，存于） 使用 Matlab 函數 fftfilt.m 實作重疊-相加之摺積法
- DSP class Fall 2005 Lecture08[永久] at The University of Texas at Arlington